# Wilhelm Räuber

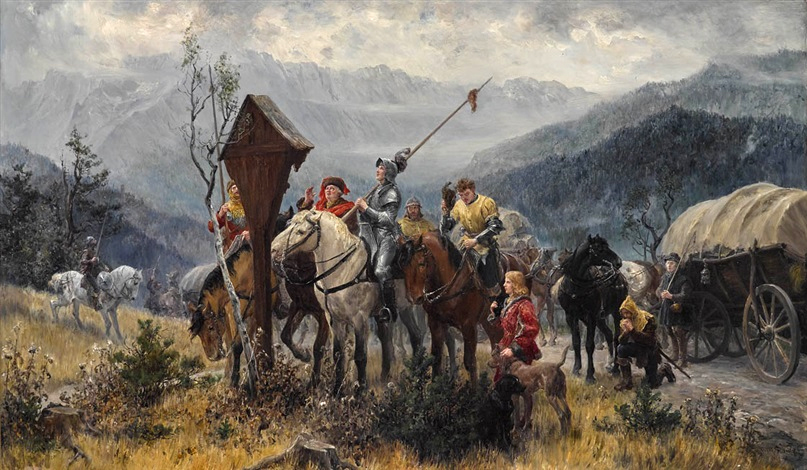
Landsknechte am Wegkreuz

Wilhelm Räuber (auch Wilhelm Carl Räuber, * 11. Juli 1849 in Marienwerder in Westpreußen; † 25. Januar 1926 in München) war ein deutscher Porträt-, Genre- und Historienmaler.
Wilhelm Räuber war Sohn eines Elbinger Stadtrates und Kommerzienrates. Er begann sein Studium von 1869 bis 1870 an der Akademie der bildenden Künste in Königsberg. Im Jahr 1872 zog er nach München und studierte seit dem 26. April 1872 bis 1876 an der Königlichen Kunstakademie in München unter der Leitung von Wilhelm von Diez. Nach dem Studienabschluss ließ er sich in München nieder.
Seit 1879 nahm er an zahlreichen Ausstellungen teil. 1880 erhielt er die kleine Goldmedaille auf der Kunstausstellung in Düsseldorf, und im Jahre 1883 auf der Internationalen Kunstausstellung in München wurde er ebenfalls mit der Goldmedaille ausgezeichnet.
Wilhelm Räuber beschäftigte sich hauptsächlich mit der Porträtmalerei, daneben auch mit der Landschafts-, Genre- und Historienmalerei („Die Übergabe Warschaus Ende Juli 1656 an den Großen Kurfürsten und den schwedischen General Wrangel“, „Gustav Adolf fällt in der Schlacht bei Lützen“, „Vorführung der Magdeburger Halbkugeln von Otto von Guerickes“, „Die Bekehrung des Heiligen Hubertus“).
Seine Werke befinden sich in den Sammlungen der Nationalgalerie in Berlin, des Deutschen Museums und der Neuen Pinakothek in München.